# Racing Club Abidjan
El Racing Club Abidjan es un equipo de fútbol de Costa de Marfil que juega en la Primera División de Costa de Marfil, la primera categoría nacional.

## Historia
Fue fundado en el año 2006 en la capital Abiyán con el nombre Cissé Institoute, pero en 2014 lo cambian por FC Kokoumbo.
En 2017 cambian su nombre por el actual, y dos años después logra el ascenso a la primera división.
En la temporada 2019/20 es campeón nacional por primera vez, logrando la clasificación a la Liga de Campeones de la CAF 2020-21, su primera participación internacional, en la que es eliminado en la primera ronda por el Horoya AC de Guinea.

## Clubes afiliados
- OGC Niza[3]

## Palmarés
- Primera División de Costa de Marfil: 1

2019/20
- Copa de Costa de Marfil: 1

2023/24
- Segunda División de Costa de Marfil: 1

2017/18
- Tercera División de Costa de Marfil: 1

2015/16

## Participación en competiciones de la CAF
| Temporada | Torneo                       | Ronda         | Club             | Casa | Visita | Global      |
| --------- | ---------------------------- | ------------- | ---------------- | ---- | ------ | ----------- |
| 2020/21   | Liga de Campeones de la CAF  | Preliminar    | ASKO Kara        | 1-0  | 1-2    | 2-2 (a)     |
| 2020/21   | Liga de Campeones de la CAF  | Primera ronda | Horoya AC        | 1-1  | 0-1    | 1-2         |
| 2020/21   | Copa Confederación de la CAF | Playoff       | Pyramids FC      | 0-2  | 0-2    | 0-4         |
| 2024/25   | Copa Confederación de la CAF | Primera ronda | Union de Touarga | 0-0  | 0-0    | 0-0 (2-1 p) |
| 2024/25   | Copa Confederación de la CAF | Segunda ronda | ASC Jaraaf       | 0-0  | 0-3    | 0-3         |